# Niklas Harris
Karl Erik Niklas Harris född 27 juli 1972 i Flädie är en svensk handbollstränare och idrottsledare.

## Spelarkarriär
Niklas Harris började själv spela handboll i HK Ankaret från Bjärred. Han fortsatte sedan till Lugi samtidigt som han började studera på universitetet i Lund. 

## Tränarkarriär
Första stora tränaransvaret var för Lugis damjuniorer årgång 1981/82 till 2001.  Han tränade från tidigt 2000-tal H65 Höör som då spelade i Division 1. Under 2003 var han förbundskapten för Australiens damlandslag och under 2004-2005 tränade han Lugis flickor födda 1986. Säsongen därpå 2005 fick han ansvaret över Lugis damlag som han tränade under fem år till 2010. 2006 lyckades laget spela sig upp i Elitserien och  etablerade sig i Elitserien. 2010 då Harris lämnade Lugis damlag, efter att inte ha fått nytt kontrakt, var Lugis damlag ett topplag i elitserien som pressade Sävehof till fem matcher i SM-semifinalen.  
2010-2011 var hans första säsong i återkomsten till H65 Höör. Även H65 Höör etablerade sig snart som ett topplag i elitserien. Internationellt vann klubben 2014 Challenge Cup. Efter sex år i H65 slutade Harris 2016 i klubben för barnledighet under ett år.
2016 blev han förbundskapten landslaget flickor födda 2000-2001. 2019 kom landslaget på fjärde plats i U19-EM. 2020 blev det inget ungdoms-VM på grund coronapandemin. 
Efter barnledigheten har Harris haft flera olika uppdrag. Ett som ledarutvecklare i Ankaret. 2017-2019 var han verksam i Ystads IF damverksamhet. 2019 fick Niklas Harris arbete på Malmö Idrottsakademi och satte punkt för sin tränarkarriär inom handbollen.